# Iridomyrmex sanguineus
Iridomyrmex sanguineus är en myrart som beskrevs av Auguste-Henri Forel 1910. Iridomyrmex sanguineus ingår i släktet Iridomyrmex och familjen myror. Inga underarter finns listade i Catalogue of Life.

## Bildgalleri

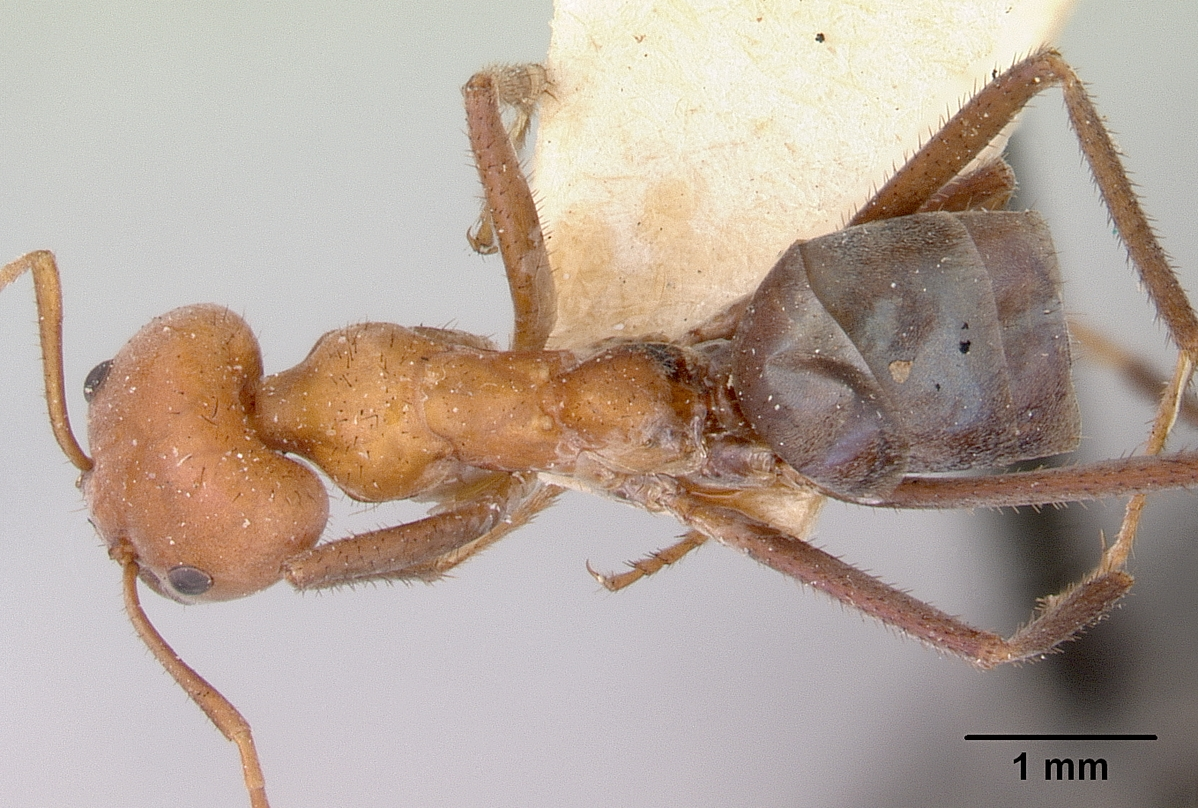
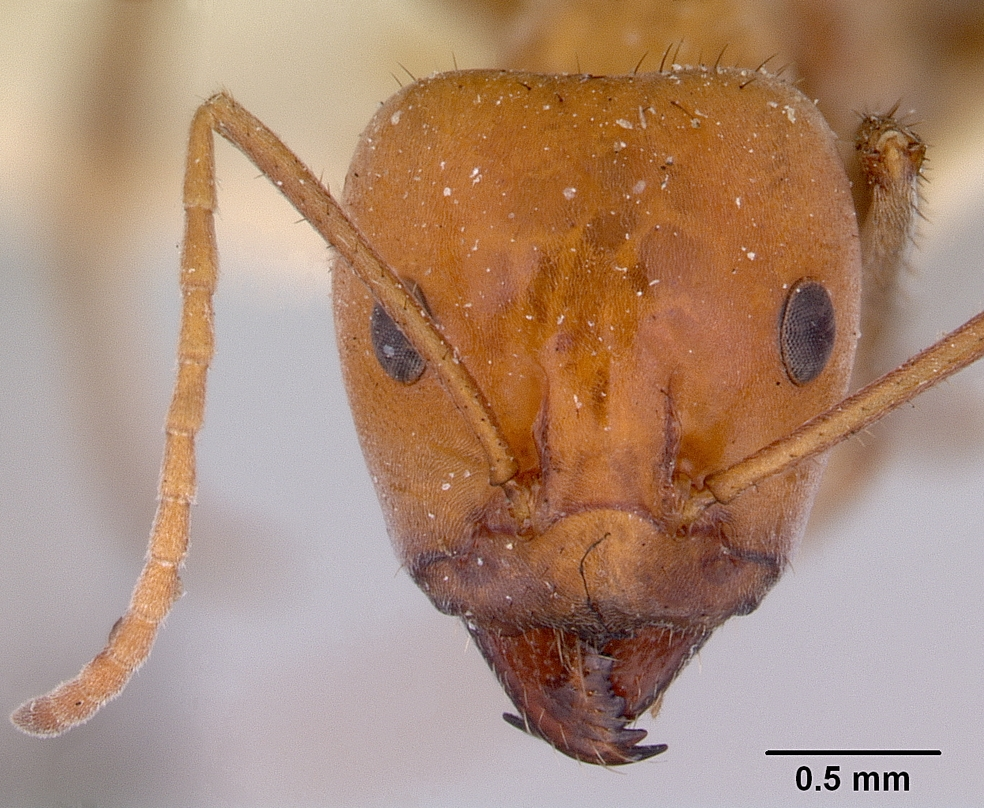
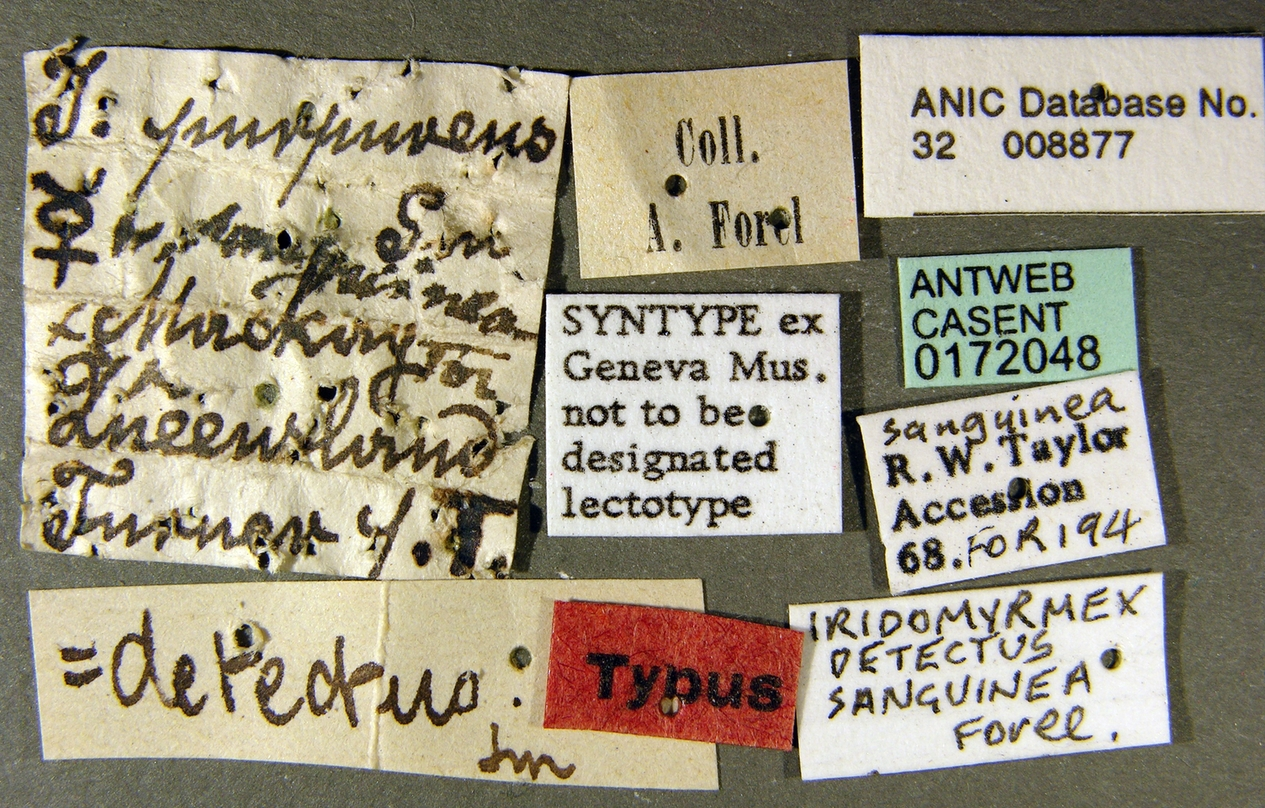
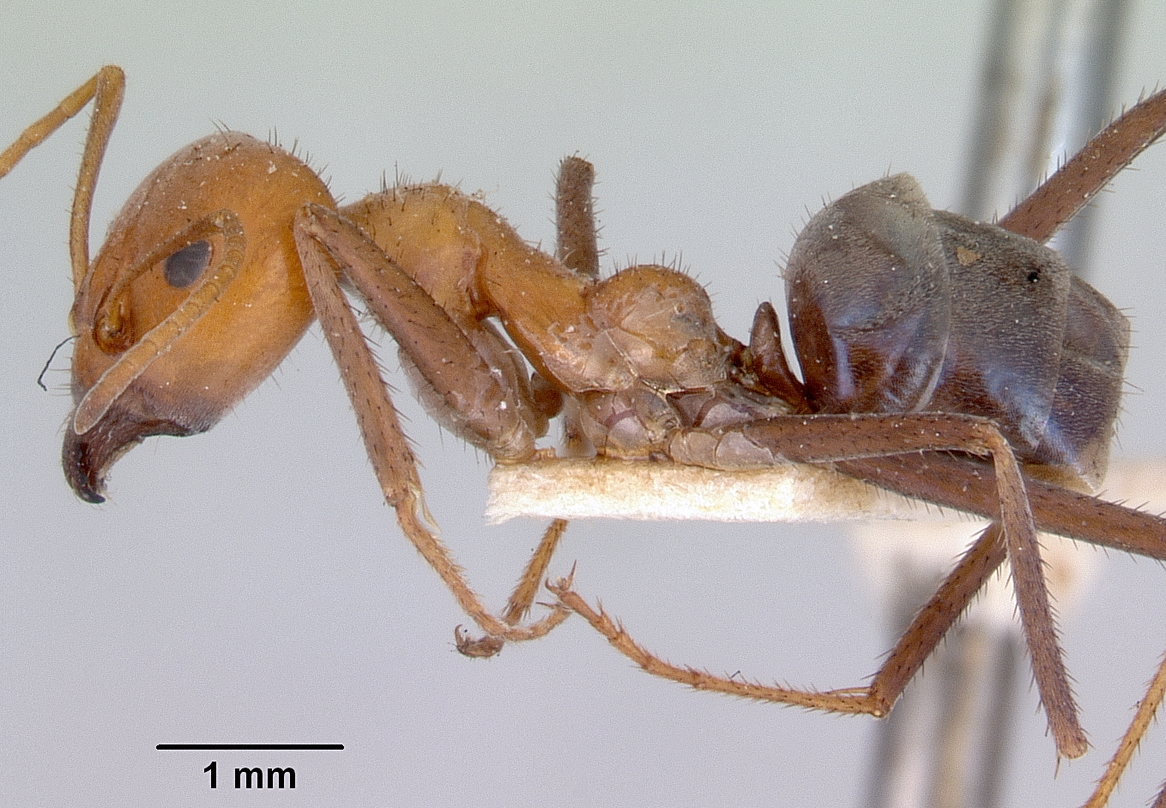